# لین آلسوپ

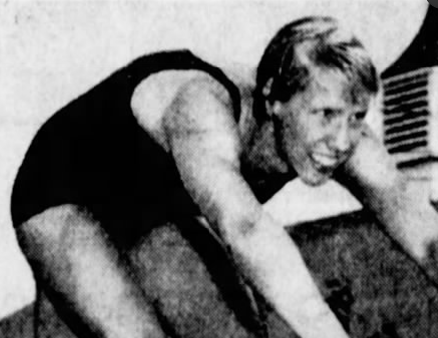
عکس سیاه و سفید از لین آلساپ، شناگر المپیک ۱۹۶۴ با لباس تیره، لبخندی بر لب که آماده شیرجه مسابقه است

لین آلسوپ (به انگلیسی: Lynne Allsup) (زادهٔ ۲ ژانویهٔ ۱۹۴۹) شناگر اهل ایالات متحده آمریکا است.